# Bossányi Ervin
Bossányi Ervin (Regőce, 1891. március 3. – Eastcote, Anglia, 1975. július 11.) festő, iparművész.

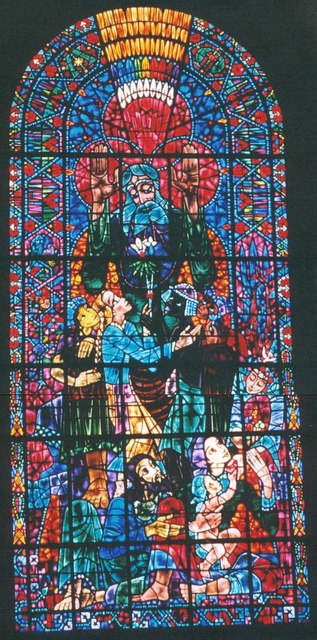
Festett üvegablak a Canterburyi katedrálisban

## Pályafutása
1905 és 1910 között az Országos Magyar Királyi Iparművészeti Iskolán tanult, ahol Ujváry Ignác volt a mestere.
1910-ben állami ösztöndíjjal a párizsi Julian Akadémián folytatta tanulmányait Jean Paul Laurens segédletével, majd 1911-ben a londoni Camden Art School növendéke volt. Az első világháborúban katonai szolgálatot teljesített, 
Saint-Brieuc-ben hadifogságba esett barátjával Szobotka Imre festőművésszel együtt. Magyarországra 1911-ben tért vissza, ezután Lübeckben telepedett le. Itt freskó- és bútorterveket, falkárpitokat készített és dekorációs munkákat végzett. Dolgozott mint szobrászat és mint textilművész is. 1929 és 1934 között Hamburgban dolgozott, ahol középületi dekorációs feladatokkal bízták meg. A kerámia, a fal- és üvegfestés közül főként az utóbbival öregbítette hírnevét. 1934-ben Angliába költözött, itt üvegablakok tervezésén dolgozott, 1950 és 1965 között dél-afrikai templomok számára készítette őket. 1965-től festészettel foglalkozott.

## Egyéni kiállítások
- 1925 • Karl Neumann Galerie, Hamburg
- 1930 • Kunsthalle, Hamburg
- 1932 • Karl Neumann Galerie, Hamburg
- 1935 • Beaux-Arts Gallery, London
- 1949 • Scottish Art Center (gyűjt.)
- 1969 • Kent (gyűjt.)
- 1979 • Ashmolean Museum, Oxford
- 1980 • Magyar Nemzeti Galéria, Budapest • Baja.

## Válogatott csoportos kiállítások
- 1911-1914 • Függetlenek Szalonja, Párizs
- 1922 • Karl Neumann Galerie, Hamburg.

## Művek közgyűjteményekben
- Ashmolean Museum, Oxford
- Magyar Nemzeti Galéria, Budapest
- Tate Gallery, London
- Victoria and Albert Museum, London.

## Köztéri művei

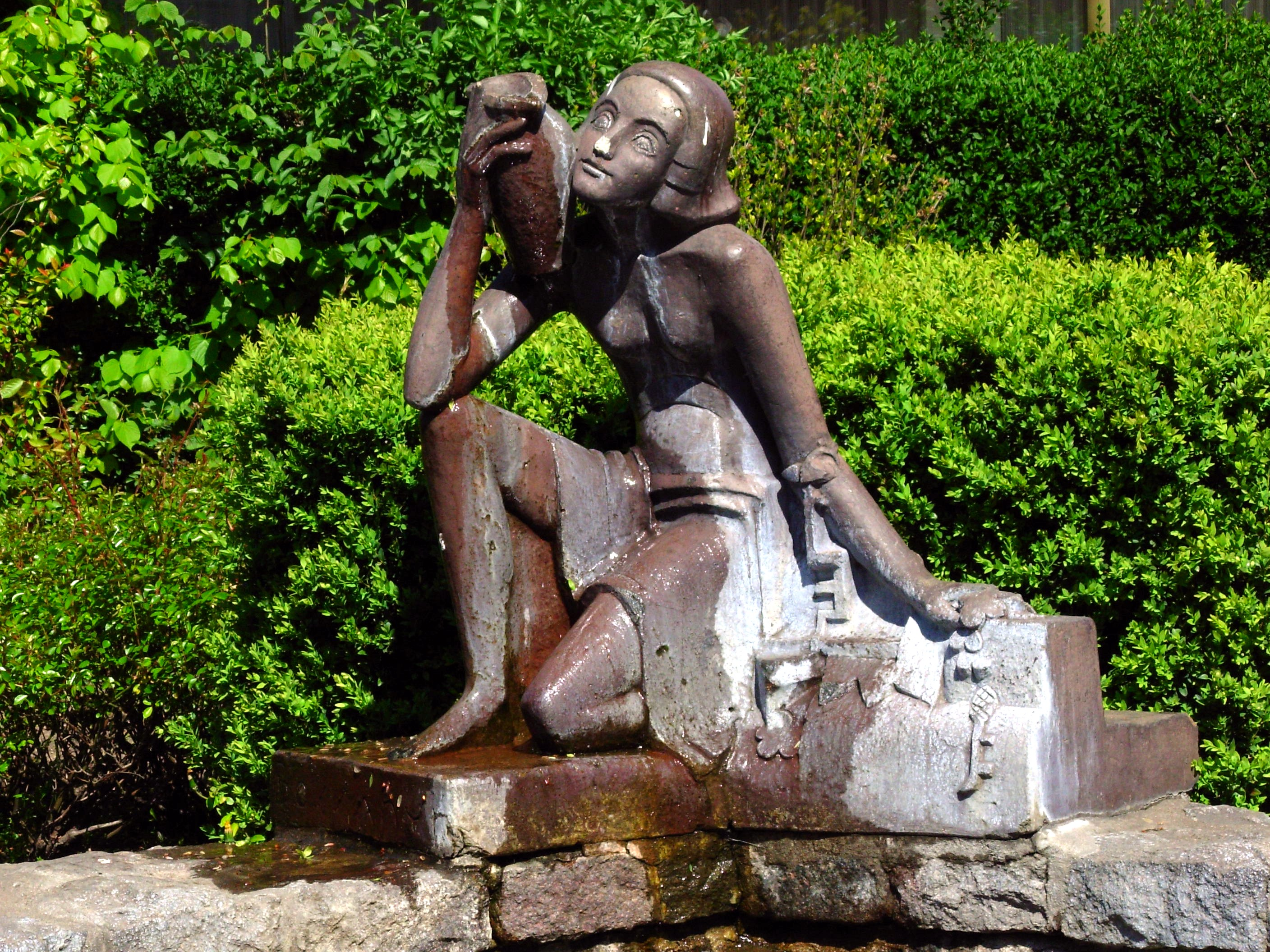
Klinker-kútplasztika - Segeberg

- Kút (kerámia, 1926-1928, Spa Seegeberg).